# Ada Masalı
Ada Masalı è un serial televisivo drammatico turco composto da 25 puntate, trasmesso su Star TV dal 15 giugno all'11 dicembre 2021. È diretto da Ali Bilgin e Özgür Sevimli, scritto da Yelda Eroğlu, Yeşim Çıtak, Emine Yıldırım, Dilek İyigün, Aksel Bonfil e dal team di design della società di produzione Ay Yapım e prodotta da quest'ultima società ed ha come protagonisti Ayça Ayşin Turan e Alp Navruz.

## Trama
Haziran è una ragazza di città che ama lo stile di vita di Istanbul. È anche un'operaia nata e figlia di un noto stilista squattrinato. La sua vita frenetica prende una svolta radicale quando l'azienda per cui lavora gli chiede di recarsi su un'isola esotica per svolgere un'importante missione: raccogliere informazioni per fare pressione su Poyraz affinché venda la sua terra per costruire un resort. Poyraz, che ha contratto un prestito per gestire la sua attività, si rifiuta di vendere. Haziran svolge il suo compito senza sapere come stava danneggiando Poyraz, quindi quando capirà cosa ha fatto, cercherà di aiutarlo. Giorno dopo giorno, tra situazioni comiche e simpatici personaggi dell'isola, Haziran scopre che il suo ritmo di vita non ha nulla in comune con quello di Poyraz, un uomo nato sull'isola pacifica, ma una volta lì, l'amore e l'isola cambieranno completamente la sua vita.

## Episodi
| Stagione       | Episodi | Prima TV Turchia | Prima TV Italia |
| -------------- | ------- | ---------------- | --------------- |
| Prima stagione | 25      | 2021             | inedita         |

### Prima stagione (2021)
| n° | Titolo originale | Prima TV Turchia  |
| -- | ---------------- | ----------------- |
| 1  | 1. Bölüm         | 15 giugno 2021    |
| 2  | 2. Bölüm         | 22 giugno 2021    |
| 3  | 3. Bölüm         | 29 giugno 2021    |
| 4  | 4. Bölüm         | 6 luglio 2021     |
| 5  | 5. Bölüm         | 13 luglio 2021    |
| 6  | 6. Bölüm         | 27 luglio 2021    |
| 7  | 7. Bölüm         | 3 agosto 2021     |
| 8  | 8. Bölüm         | 10 agosto 2021    |
| 9  | 9. Bölüm         | 17 agosto 2021    |
| 10 | 10. Bölüm        | 24 agosto 2021    |
| 11 | 11. Bölüm        | 31 agosto 2021    |
| 12 | 12. Bölüm        | 7 settembre 2021  |
| 13 | 13. Bölüm        | 14 settembre 2021 |
| 14 | 14. Bölüm        | 21 settembre 2021 |
| 15 | 15. Bölüm        | 28 settembre 2021 |
| 16 | 16. Bölüm        | 5 ottobre 2021    |
| 17 | 17. Bölüm        | 12 ottobre 2021   |
| 18 | 18. Bölüm        | 19 ottobre 2021   |
| 19 | 19. Bölüm        | 26 ottobre 2021   |
| 20 | 20. Bölüm        | 3 novembre 2021   |
| 21 | 21. Bölüm        | 10 novembre 2021  |
| 22 | 22. Bölüm        | 17 novembre 2021  |
| 23 | 23. Bölüm        | 24 novembre 2021  |
| 24 | 24. Bölüm        | 1º dicembre 2021  |
| 25 | 25. Bölüm        | 11 dicembre 2021  |

## Personaggi e interpreti

### Personaggi principali
- Haziran Sedefli (episodi 1-25), interpretata da Ayça Ayşin Turan.
- Poyraz Ali Özgür (episodi 1-25), interpretato da Alp Navruz.
- Selma Göknar Kahraman (episodi 1-25), interpretata da Nihan Büyükağaç.
- Görkem (episodi 1-25), interpretato da Bülent Çolak.
- Aliye Özgür (episodi 1-25), interpretata da Bedia Ener.
- Zeynep Göknar Sağlam (episodi 1-25), interpretata da İpek Tenolcay.
- Başkan Latif Sağlam (episodi 1-25), interpretato da İlkay Akdağlı.
- Alper Bulut (episodi 1-25), interpretato da Rami Narin.
- Biricik Atakan (episodi 1-25), interpretata da Özge Demirtel.
- Melisa Ayen Bulut (episodi 1-25), interpretata da Merve Nur Bengi.
- Sadık (episodi 1-25), interpretato da Fatih Yücebağ.
- Nehir Demirer (episodi 1-25), interpretata da Eylül Ersöz.
- Beyazıt (episodi 1-25), interpretato da Fatih Altun.
- Burak (episodi 1-25), interpretato da Mustafa Aran.
- Suzan (episodi 1-25), interpretata da Ümmü Putgül.
- Okan (episodi 1-25), interpretato da Hasan Say.

### Personaggi secondari
- Hakan (episodi 1-9), interpretato da Cem Anıl Kenar.
- Ateş Atakan (episodi 4-7), interpretato da Efe Adabaş.
- Doygun (episodi 1-16), interpretato da Mesut Özkeçeci.
- Batu Nemranlı (episodi 9-20), interpretato da Erdem Kaynarca.
- İdil Sağlam (episodi 1-21), interpretata da Beril Pozam.
- Duygu (episodi 1-10), interpretata da Bensu Begovi.

## Produzione
La serie è diretta da Ali Bilgin e Özgür Sevimli, scritta da Yelda Eroğlu, Yeşim Çıtak, Emine Yıldırım, Dilek İyigün, Aksel Bonfil e dal team di design della società di produzione Ay Yapım e prodotta da quest'ultima società.

### Riprese
Le riprese della serie sono state effettuate sull'isola di Alonneso (nel Mar Egeo) e nel quartiere di Sığacık del distretto di Seferihisar (in provincia di Smirne).

## Riconoscimenti
Ayakli Gazete TV Stars Awards
- 2021: Candidatura come Miglior attrice in una serie televisiva di commedia romantica ad Ayça Ayşin Turan
- 2021: Candidatura come Miglior coppia televisiva ad Ayça Ayşin Turan e Alp Navruz

Pantene Golden Butterfly Awards
- 2021: Candidatura come Miglior serie comica romantica per Ada Masalı[15]
- 2021: Premio come Miglior attrice in una serie televisiva di commedia romantica ad Ayça Ayşin Turan[15]
- 2021: Candidatura come Miglior attore in una serie televisiva di commedia romantica ad Alp Navruz[15]
- 2021: Candidatura come Miglior coppia televisiva ad Ayça Ayşin Turan e Alp Navruz[15]
- 2021: Candidatura come Miglior musica a Cem Öget[15]